# AddThis
AddThis était un service de social bookmarking fondé par Dom Vonarburg et qui a été détenu par Clearspring Technologies, Inc. Ce service pouvait être intégré dans un site web avec l'utilisation d'un widget web.
Une fois ajouté, les visiteurs du site pouvaient marquer un élément en utilisant une variété de services, tels que Facebook, MySpace, Google Bookmarks, et Twitter.
AddThis était autrefois le service le plus largement utilisé pour les favoris et partager des pages web[réf. souhaitée].
Les services AddThis ont pris fin le 31 Mai 2023.

## Atteinte à la vie privée
Des chercheurs universitaires ont découvert que ce service utilisait la technique de ciblage appelée « canvas fingerprinting » afin de pouvoir dresser le profil des visiteurs de sites utilisant AddThis, en identifiant leur navigateur web et en agrégeant les données des différents sites visités. Ce service est le plus répandu parmi ceux qu'ils ont détectés.